# Gunung Bantan
Gunung Bantan is een bestuurslaag in het regentschap Seluma van de provincie Bengkulu, Indonesië. Gunung Bantan telt 742 inwoners (volkstelling 2010).